# Кассіан Затвірник
Кассіян Затвірник  — український православний святий, Києво-Печерський чернець.

## Життєпис
Жив святий у XII (за іншими даними – у кін. XIII– поч. XIV ст.). Невідомо де, коли він народився і в якій сім’ї. 
Преподобний Касіян упокорював себе перед усіма, був вельми послушливий, працьовитий і суворий посник. Святим послухом він змусив бісів сповідати, як багато є ченців у Печерському монастирі, які можуть виганяти бісів, і як демони бояться святих Печерських. Затвор у печері був завершенням його подвигів.
У рукописі  Модеста Стрільбицькогосказано, що “Преподобний Касіян Затвірник і постник працьовитий, святим послухом примусив бісів повідати, як багато є в Печерському монастирі іноків, котрі б могли бісів виганяти, і як біси бояться святих Печерських; а нині, в небі, в невимовній радості з янгольськими ликами насолоджується”. Іноді цього прп. Касіяна без жодних підстав пов’язують з автором редакції Патерика XV ст.
Інформація про подвижника як і про ряд інших святих була у доступна Модесту Стрільбицькому. Вони відомі ще з Могилянської доби (на карті 1638 р.).
Упокоївся преподобний у затворі.
Його нетлінні мощі знаходяться в Дальніх печерах, біля мощей Арсенія Працелюбного.
В акафісті всім Печерським преподобним про нього сказано
|  | «Радуйся, Кассіане, затворнику дивний.». |

## Іконографія
На зображеннях Собору Києво-Печерських святих святий представлений, як правило, в правій групі в 5-у ряді, в чернечому вбранні, поряд з  Руфом Затвірником, в ряду іноків, які спочивають у Дальніх печерах.

## Пам'ять
Пам’ять преподобного Кассіяна Затвірника вшановується 10 вересня (28 серпня за ст. ст.).